# بحيرة ستاف
بحيرة ستاف هي بحيرة وخزان لإنتاج الطاقة الكهرومائية في نظام نهر ستاف، وتقع على الحافة الشمالية لمنطقة ميشن، على بعد حوالي 65 كم (40 ميل) شرق فانكوفر بكندا. يبلغ طول الذراع الرئيسي للبحيرة حوالي 20 كم (12 ميل) من الشمال إلى الجنوب، ويبلغ طول ذراعها الجنوبي الغربي، الذي ينتهي عند سد ستاف فولز بالقرب من ستاف فولز، حوالي 9.5 كم (5.9 ميل). وتبلغ المساحة الإجمالية للبحيرة حاليا حوالي 55 كيلومتر مربع (21 ميل مربع). قبل بناء السد، كان حجم البحيرة حوالي ثلث حجم ذراعها الرئيسي الحالي.

## المناخ
تتمتع بحيرة ستاف بمناخ محيطي (نوع من تصنيف كوبن للمناخ). متوسط هطول الأمطار السنوي هو 2359.4 ملم (92.89 بوصة). تختلف الحدود القصوى من −26.7 درجة مئوية (−16.1 درجة فهرنهايت)، المسجلة في 31 يناير 1929، إلى 40.0 درجة مئوية (104.0 درجة فهرنهايت)، المسجلة في 25 يونيو 1925.
| البيانات المناخية لـبحيرة ستاف (ستاف فولز) (ارتفاع: 110م) 1981−2010 | البيانات المناخية لـبحيرة ستاف (ستاف فولز) (ارتفاع: 110م) 1981−2010 | البيانات المناخية لـبحيرة ستاف (ستاف فولز) (ارتفاع: 110م) 1981−2010 | البيانات المناخية لـبحيرة ستاف (ستاف فولز) (ارتفاع: 110م) 1981−2010 | البيانات المناخية لـبحيرة ستاف (ستاف فولز) (ارتفاع: 110م) 1981−2010 | البيانات المناخية لـبحيرة ستاف (ستاف فولز) (ارتفاع: 110م) 1981−2010 | البيانات المناخية لـبحيرة ستاف (ستاف فولز) (ارتفاع: 110م) 1981−2010 | البيانات المناخية لـبحيرة ستاف (ستاف فولز) (ارتفاع: 110م) 1981−2010 | البيانات المناخية لـبحيرة ستاف (ستاف فولز) (ارتفاع: 110م) 1981−2010 | البيانات المناخية لـبحيرة ستاف (ستاف فولز) (ارتفاع: 110م) 1981−2010 | البيانات المناخية لـبحيرة ستاف (ستاف فولز) (ارتفاع: 110م) 1981−2010 | البيانات المناخية لـبحيرة ستاف (ستاف فولز) (ارتفاع: 110م) 1981−2010 | البيانات المناخية لـبحيرة ستاف (ستاف فولز) (ارتفاع: 110م) 1981−2010 | البيانات المناخية لـبحيرة ستاف (ستاف فولز) (ارتفاع: 110م) 1981−2010 |
| الشهر                                                               | يناير                                                               | فبراير                                                              | مارس                                                                | أبريل                                                               | مايو                                                                | يونيو                                                               | يوليو                                                               | أغسطس                                                               | سبتمبر                                                              | أكتوبر                                                              | نوفمبر                                                              | ديسمبر                                                              | المعدل السنوي                                                       |
| ------------------------------------------------------------------- | ------------------------------------------------------------------- | ------------------------------------------------------------------- | ------------------------------------------------------------------- | ------------------------------------------------------------------- | ------------------------------------------------------------------- | ------------------------------------------------------------------- | ------------------------------------------------------------------- | ------------------------------------------------------------------- | ------------------------------------------------------------------- | ------------------------------------------------------------------- | ------------------------------------------------------------------- | ------------------------------------------------------------------- | ------------------------------------------------------------------- |
| الدرجة القصوى °م (°ف)                                               | 16.5 (61.7)                                                         | 19.4 (66.9)                                                         | 27.2 (81.0)                                                         | 32.2 (90.0)                                                         | 35.6 (96.1)                                                         | 40.0 (104.0)                                                        | 39.4 (102.9)                                                        | 38.9 (102.0)                                                        | 36.7 (98.1)                                                         | 30.0 (86.0)                                                         | 20.0 (68.0)                                                         | 19.4 (66.9)                                                         | 40.0 (104.0)                                                        |
| متوسط درجة الحرارة الكبرى °م (°ف)                                   | 5.6 (42.1)                                                          | 8.0 (46.4)                                                          | 10.6 (51.1)                                                         | 14.7 (58.5)                                                         | 17.8 (64.0)                                                         | 20.5 (68.9)                                                         | 23.7 (74.7)                                                         | 24.0 (75.2)                                                         | 21.4 (70.5)                                                         | 14.1 (57.4)                                                         | 8.7 (47.7)                                                          | 5.4 (41.7)                                                          | 14.5 (58.1)                                                         |
| المتوسط اليومي °م (°ف)                                              | 3.1 (37.6)                                                          | 4.4 (39.9)                                                          | 6.6 (43.9)                                                          | 9.8 (49.6)                                                          | 12.8 (55.0)                                                         | 15.5 (59.9)                                                         | 18.1 (64.6)                                                         | 18.3 (64.9)                                                         | 15.9 (60.6)                                                         | 10.5 (50.9)                                                         | 6.0 (42.8)                                                          | 3.0 (37.4)                                                          | 10.3 (50.5)                                                         |
| متوسط درجة الحرارة الصغرى °م (°ف)                                   | 0.6 (33.1)                                                          | 0.9 (33.6)                                                          | 2.5 (36.5)                                                          | 4.9 (40.8)                                                          | 7.8 (46.0)                                                          | 10.4 (50.7)                                                         | 12.4 (54.3)                                                         | 12.7 (54.9)                                                         | 10.3 (50.5)                                                         | 6.9 (44.4)                                                          | 3.3 (37.9)                                                          | 0.7 (33.3)                                                          | 6.1 (43.0)                                                          |
| أدنى درجة حرارة °م (°ف)                                             | −26.7 (−16.1)                                                       | −15.6 (3.9)                                                         | −12.2 (10.0)                                                        | −4.4 (24.1)                                                         | −1.1 (30.0)                                                         | 1.7 (35.1)                                                          | 1.1 (34.0)                                                          | 3.3 (37.9)                                                          | −1.1 (30.0)                                                         | −5.6 (21.9)                                                         | −13.9 (7.0)                                                         | −23.3 (−9.9)                                                        | −26.7 (−16.1)                                                       |
| الهطول مم (إنش)                                                     | 300.7 (11.84)                                                       | 211.1 (8.31)                                                        | 215.7 (8.49)                                                        | 191.6 (7.54)                                                        | 148.3 (5.84)                                                        | 137.7 (5.42)                                                        | 82.0 (3.23)                                                         | 81.7 (3.22)                                                         | 102.7 (4.04)                                                        | 235.6 (9.28)                                                        | 370.8 (14.60)                                                       | 281.6 (11.09)                                                       | 2٬359٫4 (92.89)                                                     |
| معدل هطول الأمطار مم (إنش)                                          | 265.0 (10.43)                                                       | 197.9 (7.79)                                                        | 210.3 (8.28)                                                        | 191.4 (7.54)                                                        | 148.3 (5.84)                                                        | 137.7 (5.42)                                                        | 82.0 (3.23)                                                         | 81.7 (3.22)                                                         | 102.7 (4.04)                                                        | 235.6 (9.28)                                                        | 363.2 (14.30)                                                       | 258.1 (10.16)                                                       | 2٬273٫8 (89.52)                                                     |
| متوسط تساقط الثلوج سم (إنش)                                         | 35.7 (14.1)                                                         | 13.2 (5.2)                                                          | 5.5 (2.2)                                                           | 0.2 (0.1)                                                           | 0.0 (0.0)                                                           | 0.0 (0.0)                                                           | 0.0 (0.0)                                                           | 0.0 (0.0)                                                           | 0.0 (0.0)                                                           | 0.0 (0.0)                                                           | 7.6 (3.0)                                                           | 27.6 (10.9)                                                         | 89.6 (35.3)                                                         |
| متوسط أيام هطول الأمطار (≥ 0.2 mm)                                  | 23                                                                  | 17.8                                                                | 21.1                                                                | 19.5                                                                | 18.1                                                                | 16.2                                                                | 10.7                                                                | 10.5                                                                | 11.6                                                                | 19.7                                                                | 23.6                                                                | 23.0                                                                | 214.9                                                               |
| متوسط الأيام الممطرة (≥ 0.2 mm)                                     | 21.2                                                                | 17.0                                                                | 21.2                                                                | 19.5                                                                | 18.1                                                                | 16.2                                                                | 10.7                                                                | 10.5                                                                | 11.6                                                                | 19.7                                                                | 23.3                                                                | 21.2                                                                | 210.2                                                               |
| متوسط الأيام المثلجة (≥ 0.2 cm)                                     | 4.8                                                                 | 2.2                                                                 | 1.2                                                                 | 0.11                                                                | 0.0                                                                 | 0.0                                                                 | 0.0                                                                 | 0.0                                                                 | 0.0                                                                 | 0.0                                                                 | 1.3                                                                 | 4.1                                                                 | 13.71                                                               |
| المصدر: هيئة البيئة الكندية (الأعراف، 1981-2010)                    |                                                                     |                                                                     |                                                                     |                                                                     |                                                                     |                                                                     |                                                                     |                                                                     |                                                                     |                                                                     |                                                                     |                                                                     |                                                                     |

## السدود
قامت شركة ستاف فولز باور، التي أصبحت فيما بعد شركة تابعة لسكك حديد كولومبيا البريطانية الكهربائية، ببناء سد على النهر في الفترة 1920-1922. كان سد ستاف فولز وباورهاوس والمنازل الصغيرة وقاعة المجتمع ومجتمع العمال الكبير والسكك الحديدية، المعروفة باسم فرع ستاف فولز، جزءًا من هذه المشاريع. ونتيجة لذلك، تم رفع الجزء العلوي وإغراق الغابات، كما كان الحال لاحقًا مع بحيرة هايوارد، التي تشكلت عند الانتهاء من سد روسكين وباورهاوس في عام 1930. وظل أشجار الأرز في النهر لسنوات، على الرغم من أنه خلال في الثمانينيات والتسعينيات من القرن الماضي، تمت استعادة الأخشاب من قبل أطقم العمل من معسكر اعتقال بالقرب من بحيرة سايرس (بحيرة سيدار)، المتاخمة للفتحة من الذراع الرئيسي، عن طريق خفض مستوى الخزان لفترة طويلة للسماح باستخراج الأخشاب.
بعد بناء السد، استخدمت خطوط قطع الأشجار حق الطريق ودخلت شمالًا إلى وادي ستاف. تم تصوير فيلم "نحن لسنا ملائكة" جزئيًا في مجمع سد ستاف، مع مدينة وهمية كبيرة وكاتدرائية خشبية رائعة (وحقيقية) مبنية على دعائم في بحيرة ستاف. تم تفكيك المجموعة بأكملها، على الرغم من نقل منصة الفرقة الموسيقية من نوع شرفة المراقبة إلى موقع بحيرة هايوارد الترفيهي أسفل سد ستاف مباشرةً.

## حول البحيرة
يتم التحكم في معظم العقارات المجاورة لبحيرة ستاف بواسطة هيئة الطاقة والكهرباء. يوجد عدد صغير من الكبائن الخاصة على الشواطئ الشرقية، ويقع مخيم مزرعة زاجاك الصيفي للأطفال ذوي الاحتياجات الخاصة على الجانب الجنوبي الغربي من البحيرة. يمكن الوصول إلى الجانب الشرقي من البحيرة عبر طريق سيلفستر. ويمكن رؤية طوف كبير على صورة القمر الصناعي جوجل عند الإحداثيات 49.309144،-122.320021 والذي يطفو حول البحيرة خلال أشهر الصيف.

## التنزه
تعد بحيرة ستاف موقعًا شهيرًا لسيارات الدفع الرباعي وركوب الدراجات الترابية بسبب مسطحاتها الطينية الواسعة في الجنوب الغربي.

## روابط خارجية
- Bulletin 48: Landforms of British Columbia, A Physiographic Outline, Plate XIIB, Coast Mountains, Pacific Ranges, Looking down the valley of Tingle Creek to Stave Lake نسخة محفوظة 24 سبتمبر 2015 على موقع واي باك مشين. - جبل روبي ريد is just right of the mouth of Tingle Creek, Mount Baker is in the distance.